# Louisa Grace Bartolini
Louisa Grace Bartolini (Bristol, 14 de fevereiro de 1818 – Pistoia, 3 de maio de 1865) foi uma escritora e pintora britânica conhecida como a "Virgin of Ossian".

## Biografia
Louisa Grace era filha de Sir William Grace, um rico baronete irlandês, pertencente a uma das mais nobres famílias britânicas, que também ostentava origens italianas distantes. Por isso, Sir William sempre manteve vivo o culto à cultura italiana na família e fez com que todos os seus quatro filhos estudassem italiano. Em julho de 1828, a família mudou-se para Sorèze, na região de Sul-Pirenéus, no sul da França, provavelmente para criar a pequena Louisa, que estava com a saúde muito debilitada, num local favorecido pelo clima ameno. De 1829 a 1839 Louisa estudou no Dufrèsne College em Sorèze, onde recebeu a educação típica de uma menina de boa família na primeira metade do século XIX. Nos estudos demonstrou desde muito jovem interesse e predisposição para as artes figurativas, música e poesia, desenhando, compondo peças musicais e escrevendo versos. Demonstrou a mais forte inclinação para as disciplinas literárias, com particular preferência pela cultura e poesia italianas. No que diz respeito ao italiano, seu professor foi o sienense Pellegrino Arrighi, que entre 1834 e 1839 a orientou em diversas viagens de estudo à Toscana. Ficou preferencialmente em Livorno, Florença e Siena e foi em Siena que Louisa conheceu, em 1837, o padre capuchinho pistoiano Angelico Marini, patriota e seguidor de Vincenzo Gioberti. Padre Angélico tornou-se seu tutor e representaria uma das figuras centrais de sua vida.